# Юнаківська сільська територіальна громада
Юнаківська сільська громада — територіальна громада в Україні, в Сумському районі Сумської області. Адміністративний центр — село Юнаківка.
Площа громади — 342,9 км², населення — 127 мешканців (2025).

## Населені пункти
У складі громади 5 селища (Варачине, Іволжанське, Кияниця, Мала Корчаківка, Мар'їне) і 10 сіл:
- Басівка
- Корчаківка
- Локня
- Могриця
- Нова Січ
- Новеньке
- Садки
- Храпівщина
- Юнаківка
- Яблунівка